# Andriej Kuzniecow
Andriej Kuzniecow, ros. Андрей Кузнецов (ur. 22 lutego 1991 w Tule) – rosyjski tenisista, reprezentant w Pucharze Davisa, olimpijczyk z Rio de Janeiro (2016).

## Kariera tenisowa
Występując jako junior zwyciężył na przełomie czerwca i lipca 2009 roku wielkoszlemowy Wimbledon. Po drodze pokonał m.in. rozstawionego z nr 6. Gianniego Mine, w półfinale grającego z nr 3. Bernarda Tomicia, a w finale wynikiem 4:6, 6:2, 6:2 Jordana Coxa.
W zawodowym gronie tenisistów Rosjanin swój najlepszy wynik ustanowił w styczniu 2016 roku awansując do 4. rundy Australian Open. Spotkanie o udział w ćwierćfinale przegrał z Gaëlem Monfilsem.
W 2016 zagrał w turnieju singlowym igrzysk olimpijskich w Rio de Janeiro odpadając w 1 rundzie.
W lutym 2017 został finalistą gry podwójnej turnieju rangi ATP World Tour w Sofii wspólnie z Michaiłem Jełginem.
Od 2013 roku jest reprezentantem Rosji w Pucharze Davisa.
W rankingu gry pojedynczej Kuzniecow najwyżej był na 39. miejscu (25 kwietnia 2016), a w klasyfikacji gry podwójnej na 137. pozycji (27 lutego 2017).

### Finały w turniejach ATP World Tour
| Legenda                                      |
| -------------------------------------------- |
| Wielki Szlem                                 |
| Igrzyska olimpijskie                         |
| Tennis Masters Cup / ATP Finals              |
| ATP Masters Series / ATP Tour Masters 1000   |
| ATP International Series Gold / ATP Tour 500 |
| ATP International Series / ATP Tour 250      |

#### Gra podwójna (0–1)
| Końcowy wynik | Nr | Data           | Turniej | Nawierzchnia  | Partner        | Przeciwnicy                   | Wynik finału |
| ------------- | -- | -------------- | ------- | ------------- | -------------- | ----------------------------- | ------------ |
| Finalista     | 3. | 12 lutego 2017 | Sofia   | Twarda (hala) | Michaił Jełgin | Viktor Troicki Nenad Zimonjić | 4:6, 4:6     |